# Dionne (canton)
Pour les articles homonymes, voir Dionne.
Dionne est un canton canadien de forme irrégulière de la région de la Chaudière-Appalaches.  Il fut proclamé officiellement le 12 décembre 1863.  Il couvre une superficie de 15 865 hectares.
Le canton a été divisé en sept rangs qui comptabilise au total 380 lots. Les rangs I à VI ont une orientation est-ouest alors que le rang A est parallèle à la route Elgin. L'on retrouve les rangs :
- A, 44 lots
- I, 56 lots
- II, 56 lots
- III, 56 lots
- IV, 56 lots
- V, 56 lots
- VI, 56 lots

Le canton comprend la partie de la ville de Saint-Pamphile située à l'est de la route Elgin et la partie sud de la municipalité de Saint-Omer.

## Toponymie
Le toponyme Dionne rappelle le souvenir d'Amable Dionne (1781-1852) qui fut marchand, officier de milice, député de la circonscription de Kamouraska de 1830 à 1835, conseilleur législatif de 1837 à 1838 et de 1842 à 1852 et propriétaire des seigneuries La Pocatière et de la Grande-Anse.